# Iris celikii
Iris celikii är en irisväxtart som beskrevs av Akpulat och Knud Ib Christensen. Iris celikii ingår i släktet irisar, och familjen irisväxter.
Artens utbredningsområde är Turkiet. Inga underarter finns listade i Catalogue of Life.